# Hexenwels
Der Hexenwels (Rineloricaria fallax), auch Zwergharnischwels genannt, ist eine Art der Gattung Rineloricaria aus der Familie der Harnischwelse (Loricariidae). Er lebt in der La-Plata-Region in Südamerika in kleinen, reißenden Bächen mit teils sehr niedrigem Wasserstand (10 cm).

## Verbreitung
Der Hexenwels lebt in der La-Plata-Region, die durch den Río de la Plata gebildet wird. Diese Region in Südamerika hat ihre Anfänge an den Grenzen von Uruguay und Brasilien, erstreckt sich über einen südlichen Teil von Argentinien und endet an der südlichen Grenze zu Paraguay. Die beiden großen Flüsse dieses Gebietes, Paraná und Uruguay, sind fast überall nur 20 cm tief. Die kleinen, reißenden Bäche, in denen sich der Hexenwels jedoch aufhält, haben nur eine Wassertiefe von 10 cm.

## Beschreibung
Die Männchen tragen an den Seiten des Mauls Borsten und können somit sehr einfach von den Weibchen unterschieden werden. Hexenwelse werden bis zu 12 cm lang, wobei die meiste Körperlänge der verlängerte Afterteil ausmacht. Der Hexenwels ist graubraun und hat eine Musterung die aus verschiedenen weißen, braunen und dunklen Farbtönen besteht. Außerdem gibt es auch eine rote Zuchtform.
Wie bei allen Angehörigen der Gattung Rineloricaria sind die Ober- und die Unterlippe gleichmäßig entwickelt und mit Knötchen besetzt. Die Barteln sind nur wenig länger als der Augendurchmesser.

## Aquaristik

### Allgemeines
Als Aquarienfisch wurde er zuerst 1908 von den Vereinigten Zierfischzüchtereien Conradshöhe bei Berlin nach Deutschland eingeführt.
Der Hexenwels kann in einem Aquarium ab 80 cm Länge gehalten werden. Der Bodengrund kann aus Sand oder Kies bestehen. Wie alle Welse benötigt auch der Hexenwels viele Unterschlupfmöglichkeiten aus Wurzeln und Gestein. Er hält sich hauptsächlich am Boden auf. Außerdem sollte das Wasser klar und sehr sauerstoffreich sein. Die ideale Wassertemperatur liegt bei 15–25 °C.

### Zucht
Wenn die Nachzucht angestrebt wird, sollte das Aquarium eine 4 × 20 cm große Laichhöhle oder eine Bambusröhre mit einem Durchmesser von 3 bis 4 cm beinhalten. Das Weibchen legt die Eier in die Höhle ab und schwimmt hinaus. Danach schwimmt das Männchen in die Höhle und befruchtet den Laich.

### Nahrung
Wie alle Harnischwelse ernährt sich auch der Hexenwels von den Algen auf Steinen, Pflanzen und Scheiben. Flockenfutter und Futtertabletten werden auch gerne angenommen. Lebendfutter, das auf dem Bodengrund liegt, wird schnell und gerne verzehrt.